# Bran mac Febail
Bran (syn Febala) – bohater irlandzkiej opowieści podróżniczej Żegluga Brana.
Podróż Brana rozpoczyna się, gdy odnajduje on srebrną gałąź jabłoni pokrytą białymi kwiatami. Na naradzie z krewnymi zjawiła się tajemnicza kobieta, śpiewająca o cudownych wyspach za morzem. Następnego dnia drużyna dwudziestu siedmiu towarzyszy z klanu wypłynęła na zachód. Po niedługim czasie spotkali boga morza Manannán mac Lira, sunącego po falach w swym rydwanie, który również opowiedział im o cudownych wyspach. Już wtedy morze ukazało się im jako równina pełna kwiatów i drzew owocowych. Tego samego dnia dotarli do Wyspy Szczęśliwości, na której odczuwali niepohamowaną wesołość.
Wieczorem zaś dopłynęli do Avalonu, Wyspy Kobiet. Królowa pięknych kobiet poprosiła Brana, by zszedł na ląd, lecz bohater obawiał się. Królowa rzuciła więc kłębek nici, który przywarł do ręki Brana, i z pomocą czarów przyciągnęła łódź. Po wylądowaniu iryjscy bohaterowie odnaleźli na wyspie wszelkie wygody. Pobyt na cudownej wyspie wydawał się trwać krótko, lecz w rzeczywistości spędzili tam wiele lat.
W końcu jeden z podróżników zatęsknił za domem i przekonał Brana, aby odpłynąć do domu. Królowa kobiet ostrzegła bohatera, aby nie schodził na ląd. Po dotarciu do wybrzeży Irlandii Bran zorientował się, że nikt go nie rozpoznaje i że jest znany jako legendarny podróżnik, który dawno temu wyruszył w wielką podróż w zaświaty. Dopełnieniem tego było to, gdy jeden z jego towarzyszy lekceważąc ostrzeżenie wyszedł na ląd i zamienił się w proch. Widząc to Bran postawił żagle i odpłynął.